# Kadour Naimi
Kadour Naimi, o Kaddour Naïmi (in arabo قدور نعيمي‎?; Sidi Bel Abbès, 4 novembre 1945), è un produttore cinematografico, drammaturgo e regista algerino naturalizzato italiano.

## Biografia
Nato in Algeria, figlio di padre calzolaio e madre casalinga, ottiene un doppio diploma di maturità, in francese ed in arabo, poi, all'università di Orano, un doppio Certificato di studi letterari generali: in francese ed in arabo (1965 -1966).
Riesce il concorso d'entrata alla École supérieure d'art dramatique di Strasburgo, diretta allora da Hubert Gignoux e Pierre Lefèvre (1966 – 1968) dove effettua studi di regia e drammaturgia. Di ritorno in Algeria, si fa conoscere nel campo teatrale.
Alla fine del 1973, emigra in Belgio. All'U.C.L. (1974 – 1979) ottiene una laurea di sociologia, poi inizia un dottorato di ricerca in sociologia delle rivoluzioni (1979 – 1982).
Interessato al cinema, emigra nel 1982 in Italia, ottiene la cittadinanza e si occupa di realizzazioni filmiche, di letteratura e di cronache giornalistiche.
Dall'ottobre 2016, collabora a giornali e riviste con testi d'impostazione sociologica, letteraria o artistica.
Nel settembre 2018, crea le Edizioni Elettroni Liberi . Propongono opere gratuite, sotto forma elettronica, in versione testo e audio, in lingua italiana, francese ed algerina.

## Teatro

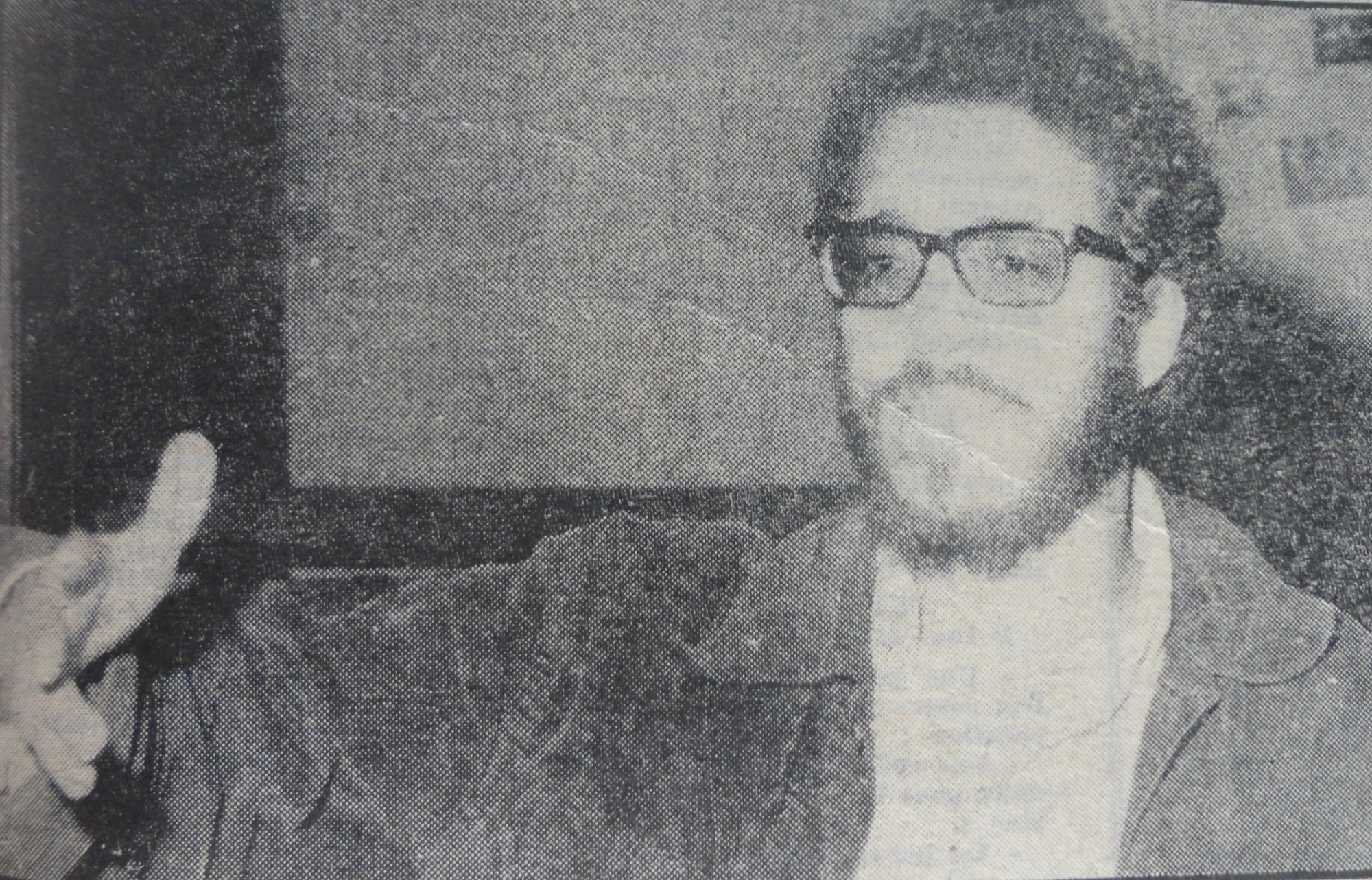
Kadour Naimi nel 1968.

Nel mese di agosto 1968, ad Orano (Algeria), crea e dirige il Théâtre de la mer: Compagnie de recherches et de réalisations théâtrales expérimentales (Teatro del Mare: Compagnia di ricerche e di realizzazioni teatrali sperimentali). 

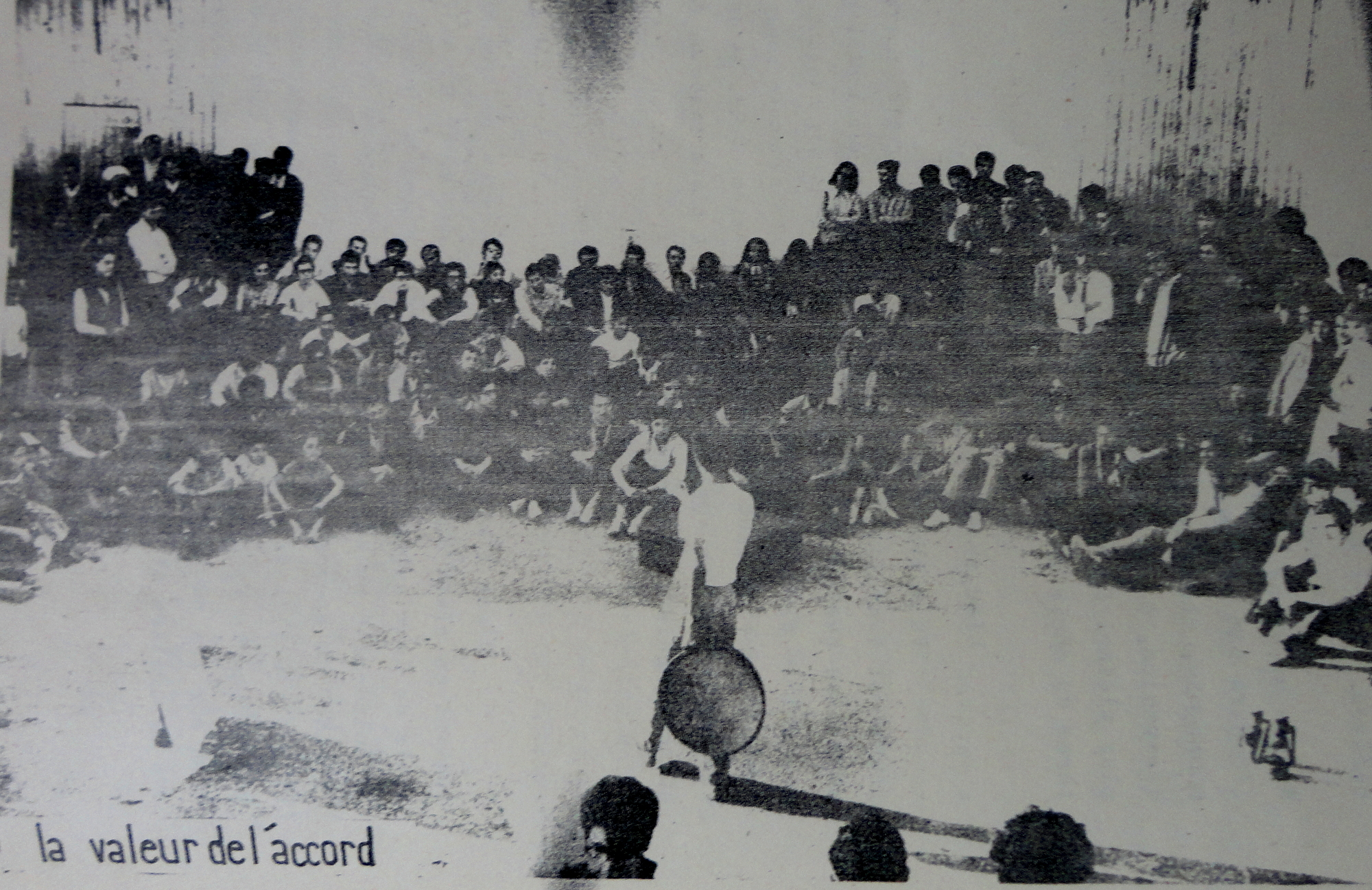
Rappresentazione circolare di La Valeur de l'Accord in un'azienda agricola, per contadini e studenti, 1969. Kadour Naimi, al centro, presenta lo spettacolo.

Le opere realizzate comportano caratteristiche particolarmente innovatrici nel contesto culturale algerino: produzione indipendente, libertà etica e politica, autogestione amministrativa, creazione collettiva, ricerca e sperimentazione, teatro popolare, luoghi di rappresentazioni non convenzionali (luoghi di lavoro, di studio o piazze di quartiere).

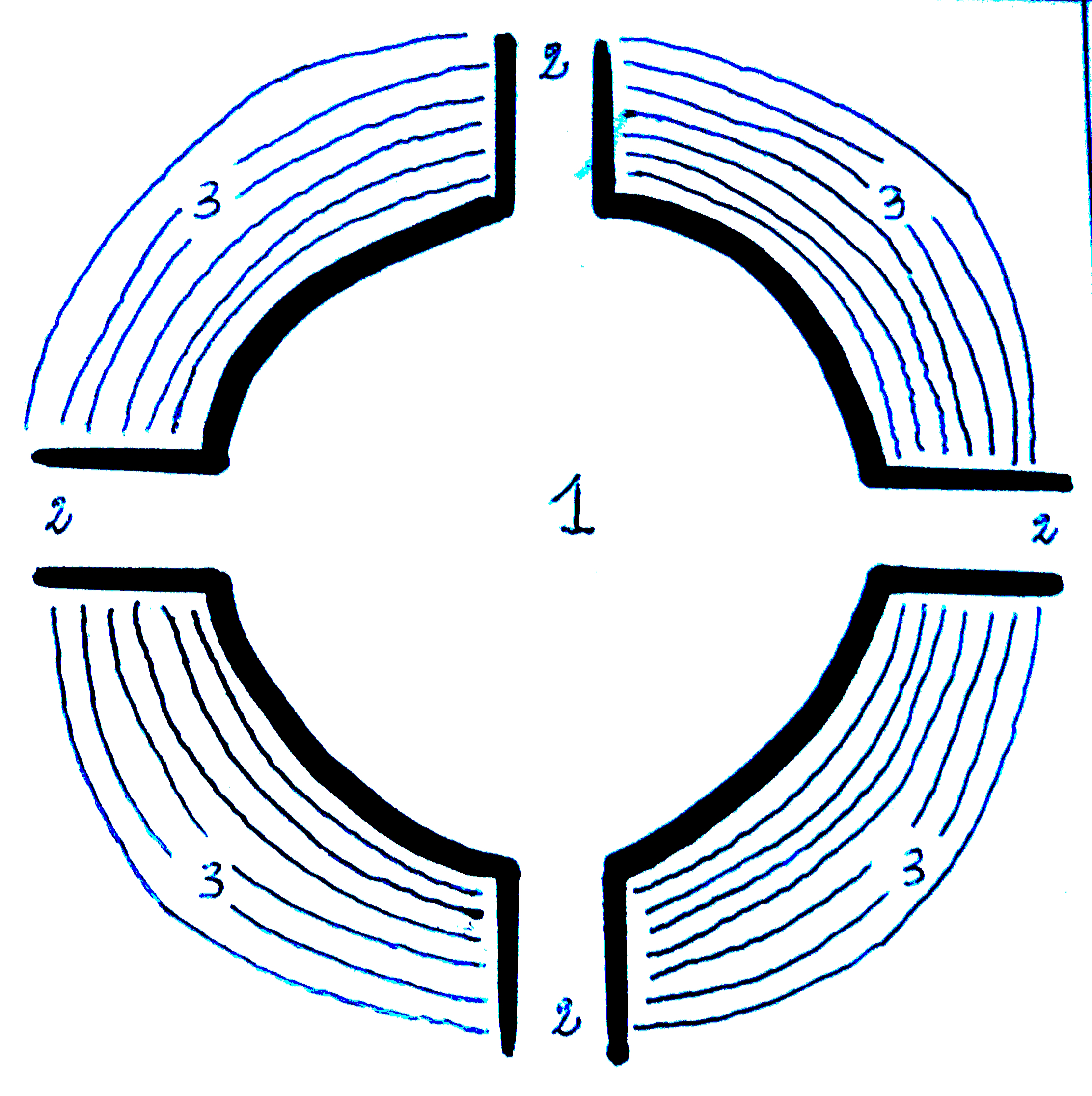
Schema fondamentale dello spazio scenico della rappresentazione teatrale, detto halga in termini algerini:
1) È il punto dello spazio di recitazione.
2) È il punto degli ingressi degli attori.
3) È il punto dove si siedono gli spettatori.
Questa modalità teatrale scenica è stata introdotta per la prima volta in Algeria nel 1968 da Kadour Naimi.

Conviene di sottolineare che il principio di base per la presentazione degli spettacoli seguiva il rito algerino tradizionale della "halga" (حلق). (schema a sinistra: punto 1: spazio di gioco; punto 2: entrata ed uscita degli attori; punto 3: spazio riservato agli spettatori).
Le realizzazioni sono presentate anche in ambiente rurale, ad un pubblico contadino che non ha mai assistito a questo genere di spettacolo. Il pubblico è sollecitato da diverse maniere: assistere alle prove e formulare osservazioni, intervenire durante lo spettacolo stesso, come parte integrante dell'azione.
La scrittura teatrale è sotto forma di sceneggiatura e la rappresentazione s'ispira allo stile cinematografico.
Le opere sono realizzate in diversi paesi:
Algeria (Tlemcen): Le Cireur (Il luscidascarpe, 1965), scrittura, regia ed interpretazione;
Francia (Strasburgo): creazione dell''Ensemble théâtral du Tiers-Monde (Gruppo teatrale del Terzo-Mondo), composto da studenti (1967), Chant funèbre pour l'ennemi du genre humain (Canto funebre per il nemico del genere umano, 1967)  produzione, scrittura, regia ed interpretazione, L'importance d’être d'accord (L'importanza di essere d'accordo, 1968) di B. Brecht, adattamento, regia ed interpretazione;
Algeria (Orano poi Algeri): opere collettivamente prodotte e scritte al Théâtre de la Mer, fondato e diretto da Naimi: Mon corps, ta voix et sa pensée (Mio corpo, tua voce e suo pensiero, fine 1968), La Valeur de l'Accord (Il Valore dell'Accordo, 1969) Forma – Révolu / tion (Forma-Rivolu/zione, 1970), La Fourmi et l’Éléphant (La Formica e l'Elefante, 1971), Mohamed, prends ta valise (Mohamed, prendi la tua valigia, 1972), scritta collettivamente sotto la direzione di Kateb Yacine. In seguito a divergenze con questo autore, Naimi si dimette dalla compagnia.
Tunisia (Hammamet): Et à l'aurore, où est l'espoir? (E all'aurora, dov'è la speranza?, 1973), produzione, scrittura e regia;
Belgio (Bruxelles): Palestine (Palestina, 1974), produzione, scrittura, regia ed interpretazione:
Italia: I Canti di Maldoror (Les Chants de Maldoror), 1984: adattamento dell'opera omonima di Lautréamont, produzione, coregrafia e regia, Parto senza bagagli 1995, di F. Bagagli e M. Mirojrie, Anno Zero, 1996: produzione, scrittura e regia;
Algeria (Béjaïa): Alhanana, ya ouled! (La tenerezza, ragazzi!): scrittura, coreografia e regia, produzione del Festival Internazionale di Teatro di Béjaïa.
La stampa sottolinea l'originalità delle innovazioni e lo shock che producono in una parte del pubblico: Mon corps, ta voix et sa pensée (Mio corpo, tua voce e suo pensiero), La Valeur de l'Accord (Il Valore dell'Accordo), La Fourmi et l'Éléphant (La Formica e l'Elefante), La tendresse, les enfants! (La tenerezza, ragazzi!). Ould Abderrahman dit Kaki apprezza l'esperienza, anche dai saggisti e storici.  Nel 1973, l'opera Et à l'aurore où est l'espoir? (E all'aurora dov'è la speranza?) riceve il premio della ricerca al Festival internazionale di Hammamet (Tunisia). Nel 2012, il ministero della Cultura algerino rende omaggio ufficiale all'uomo di teatro per la sua produzione.
Alcune delle sue innovazioni teatrali hanno un'influenza. Si osservano delle similitudini tra il teatro di Naimi e quello prodotto da due uomini di teatro algerini: il primo, Kateb Yacine, nella scrittura teatrale e nella regia, il secondo, Abdelkader Alloula, nei campi seguenti: creazione collettiva, spazio circolare, sperimentazione, tipo di pubblico e luoghi di rappresentazioni, partecipazione degli spettatori, allestimenti e suggestione, corpo, voce e pensiero, autogestione, ricerca e formazione, presenza di Bertolt Brecht et di Erwin Piscator.

## Realizzazioni filmiche

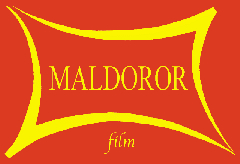
Logo della società di produzione Maldoror Film, fondata e diretta a Roma da Kadour Naimi (1986-2009).

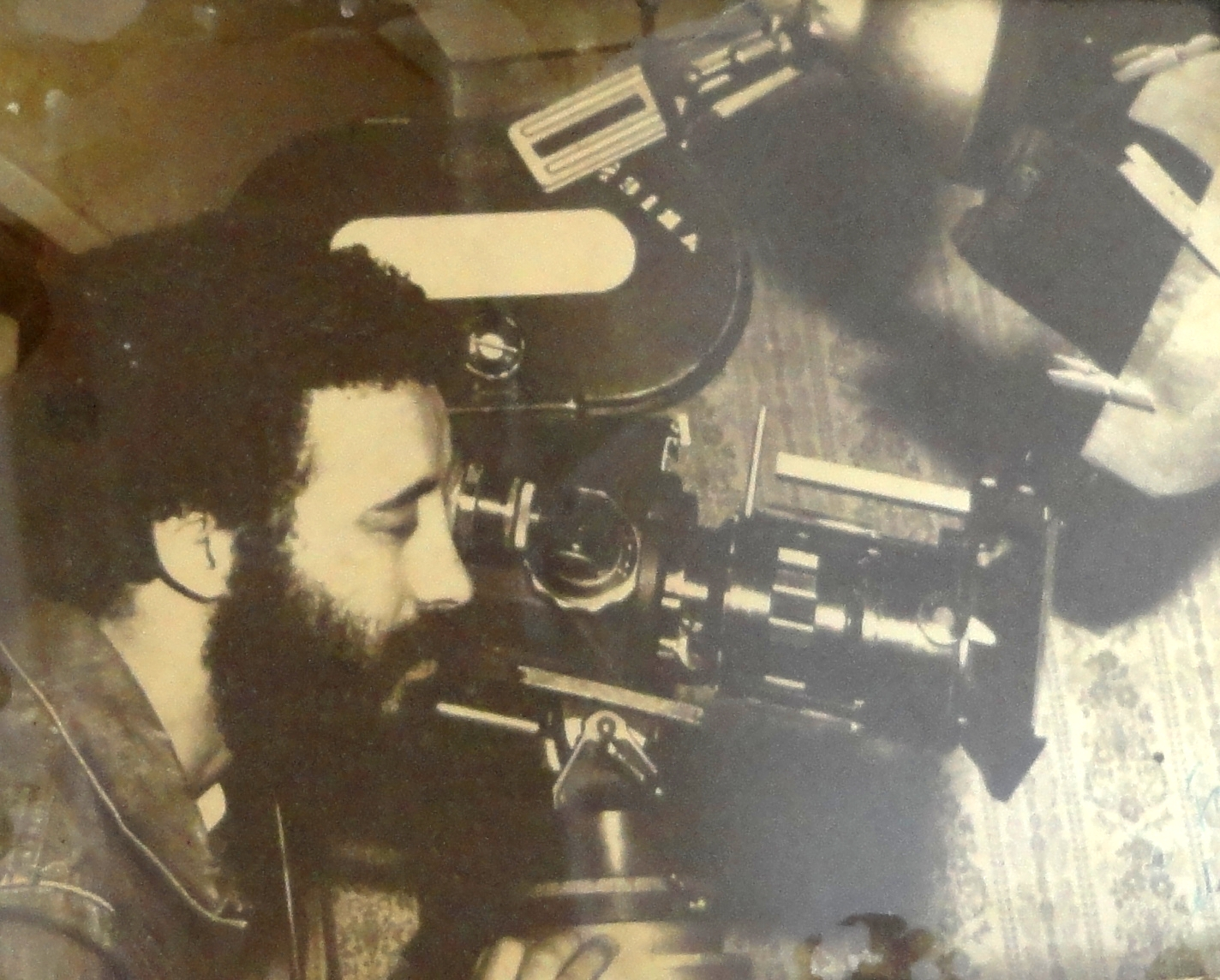
Kadour Naimi alle riprese del primo corto Marco detto Barabba, 1981.

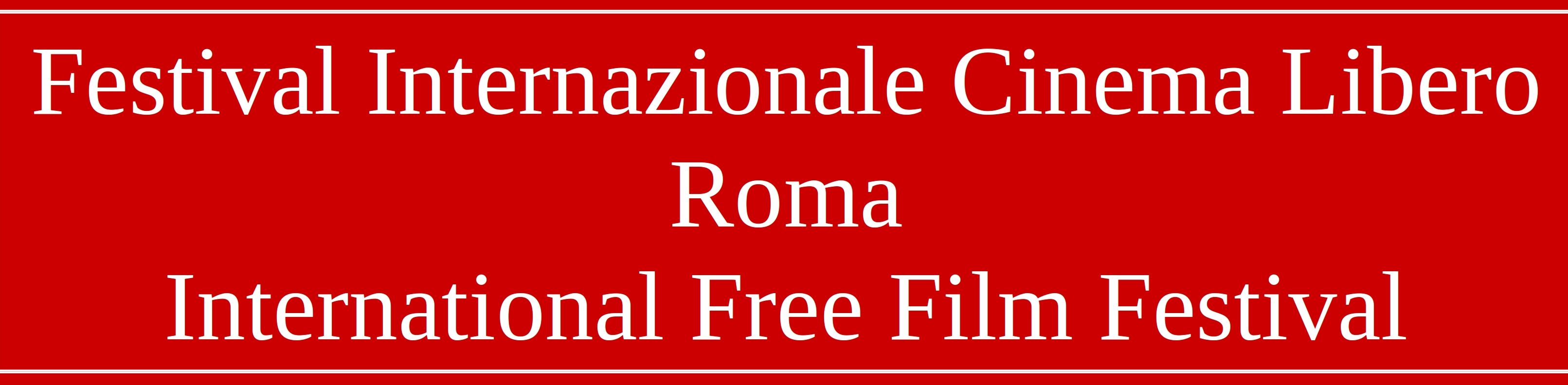
Logo del Festival Internazionale Cinema Libero, fondato e diretto a Roma (Italia) da Kadour Naimi (2006-2008).

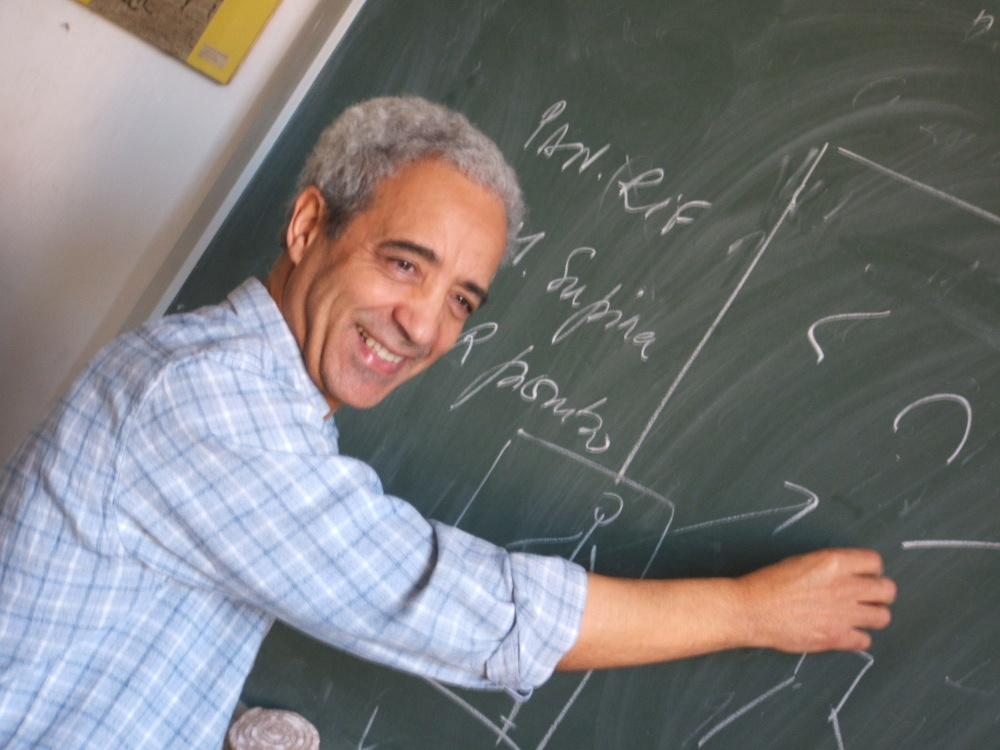
Kadour Naimi insegnante alla scuola di cinema, fondata da lui a Roma nel 1986 e diretta da lui fino alla sua chiusura nel 2009.

Nel 1986, a Roma, Naimi crea la società di produzione e di distribuzione Maldoror Film, e la dirige fino alla sua chiusura nel settembre 2009. All'eccessione del primo cortometraggio, realizzato nel 1981, la società produce gli altri film e documentari del cineasta. Effettua la produzione, la scrittura, le riprese, la direzione della fotografia, il montaggio e la regia, ivi compresa a locandina. Eccezionalmente, ha collaboratori come co-operatori o co-produttore. 
Marco detto Barabba, finzione (1981) ; Arancia blu, documentario (1985), Anima nera, documentario (1986), Festa a Villa Gordiani, documentario (1989), Anno Zero, documentario (1990), Ieri, Oggi, Domani, documentario (1992) ; Maldoror, finzione, adattamento dell’opera Les Chants de Maldoror (I Canti di Maldoror) di Lautréamont, con Dario Casalini tra gli interpreti (1997) ; Dove il Sogno diventa Realtà, documentario (1999) ; Piazza del Mondo, documentario (2003) ; Jesce Sole: Frammenti di vite frammentate, finzione (2006) ; La réalisation de Alhanana, ya ouled! (La realizzazione di Alhanana, ya ouled! - La tenerezza, ragazzi!)), documentario (2012) ; 莺歌燕舞 (Yīng gē yàn wǔ – L'usigno canta, la rondine balla), documentario presentato in settembre 2014 al Portobello Film Festival di Londra.
A proposito dei contenuti e delle forme, queste opere sono prodotte come cinema indipendente, o anche cinema di guerriglia, senza sostegno finanziario istituzionale né privato, con una squadra minima e delle risorse economiche limitate. Le riprese si effettuano in digitale, all'eccezione del primo corto-metraggio, Marco detto Barabba, girato in 16 mm colore. La presentazione ha luogo essenzialmente in posti fuori del circuito commerciale.

## Altre realizzazioni
A Roma, nel 1986, Naimi crea la Scuola della Maldoror Film. La dirige et insegna fino alla sua chiusura nel 2009. Nel 2006, crea a Roma e dirige il Festival Internazionale Cinema Libero. Presenta tre edizioni (2006 à 2008). Anima e realizza una trasmissione televisiva settimanale su Tele-Lazio (gennaio – giugno 1995). Intitolata Cittadini del Mondo, presenta al pubblico artisti ed intellettuali italiani e di altri paesi, particolarmente sensibili alla dimensione internazionale e solidale del loro lavoro. Naimi interpreta dei ruoli in vari campi.

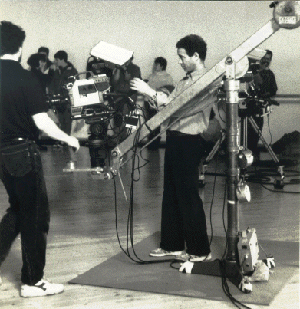
Kadour Naimi regista di una trasmissione televisiva a Roma, intitolata Cittadini del Mondo, 1995.

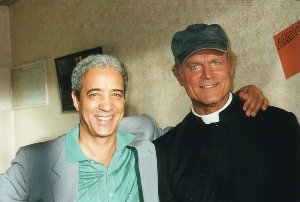
Kadour Naimi nel 2001 sul set di Don Matteo, insieme a Terence Hill.

Teatro: Bilal: protagonista (1964), Le cireur (Il luscidascarpe, protagonista, 1965), Mon corps, ta voix et sa pensée (Mio corpo, tua voce e suo pensiero, coprotagonista, 1968), La Valeur de l'accord (Il Valore dell'Accordo, coprotagonista, 1969).
Televisione: serie Don Matteo, episodio Donne e buoi dai paesi tuoi, diretto da Andrea Barzini (coprotagonista con Terence Hill, 2001), Butta la luna, di Vittorio Sindoni (personaggio secondario, 2006), Capitano 2, di Vittorio Sindoni (personaggio secondario, 2007).
Cinema: La Poussette, di Aziz Benmahjoub (protagonista, 1974), Senza Parole, di Antonnello De Leo (personaggio secondario, 1995): miglior corto-metraggiofinzione alla 69ª cerimonia degli Oscar del cinema di Los Angeles.
Radio: Le retour au désert (Il ritorno nel deserto), di Bernard-Marie Koltès, regia di Elio De Capitani (personaggio di Tarek, 2004).

## Letteratura
In italiano
Saggi in sociologia:
- La guerra, perché ? La pace, come ?,  Edizioni Eletroni Liberi, 2021.
- La bella primavera : semi di libertà solidale nel maggio francese,  Classi Edizioni, 2019.

Racconto: 
- Lettera da Roma di un E-C, versione italiana del racconto in francese. Tra I dieci racconti più votato al concorso Io e Roma, organizzato dal Comune di Roma, pubblicato da questo organismo, 2006.

Poesia:
Raccolta:
- Parole d'Amore, con prefazione di Dacia Maraini, Prima edizione Edizione del Giano, Roma, 2008, ISBN 88-70-74165-6, seconda edizione Edizioni Elettroni Liberi, 2019.

Poemi singoli:
- Amore fantascienza, nel libro Quartieri di luna, Roma, 1998.
- Come un treno, selezionato al Premio internazionale di poesia e narrativa, 1999, e pubblicato nel libro Antologia letteraria cinque terre, 1999.
- Exit, rivista Produzione e Cultura, luglio-dicembre, Arlem Editore, Roma, 2000.

## Articoli e studi
Naimi ha pubblicato diversi scritti, principalmente:
- Teatro: Alter et auto-théâtre (Alter e auto-teatro), (FR) , in Revue Formation et Développement, Direction de la Formation, Ministère du Travail et des Affaires Sociales, Algeri, (Algeria). n.1, septembre 1969. - Théâtre «populaire» ( Teatro «popolare»), (FR) : Risposta al questionario dell'Institut International du Théâtre di Parigi, 1970. - Théâtre dialectique (Teatro dialectico), (FR) , quotidiano L'Action, Tunisi (Tunisia), 6 aprile 1973.
- Cinema: Sul cinema del «Terzo-Mondo», in Invarianti, rivista, trimestrale politico-culturale, Estate-Autunno 1987, Antonio Pellicani Editore, Roma, 1987. - Cineasti nella riserva, rivista Caffè, n. 3, Roma, marzo 1995.
- Sociologia: LA GUERRE, POURQUOI ? LA PAIX, COMMENT ? Éléments de discussion pour gens de bonne volonté (2016), (FR) , link al libro, Auto-gestione ed etero-gestione: Dal processo di rottura rivoluzionaria al sistema conservatorio totalitario, in Invarianti, rivista trimestrale politico-culturale, in 3 uscite (Anno II, n. 7, Autunno 1988, n.8 Inverno 1988-89, Anno III, n.9-10, Primavera-Estate 1989), Antonio Pellicani Editore, Roma. - Perché ?, in Lavoro Italiano Notizie, Agenzia di stampa tri-settimanale del sindacato Unione Italiana dei Lavoratori, anno XVII, n. 2, 30 gennaio 2002. Pubblicato in seguito in Letteratura e Società, revue quadrimestrale diretta da Antonio Piromalli, Roma, maggio-agosto 2002.